# Ke Ying-mei

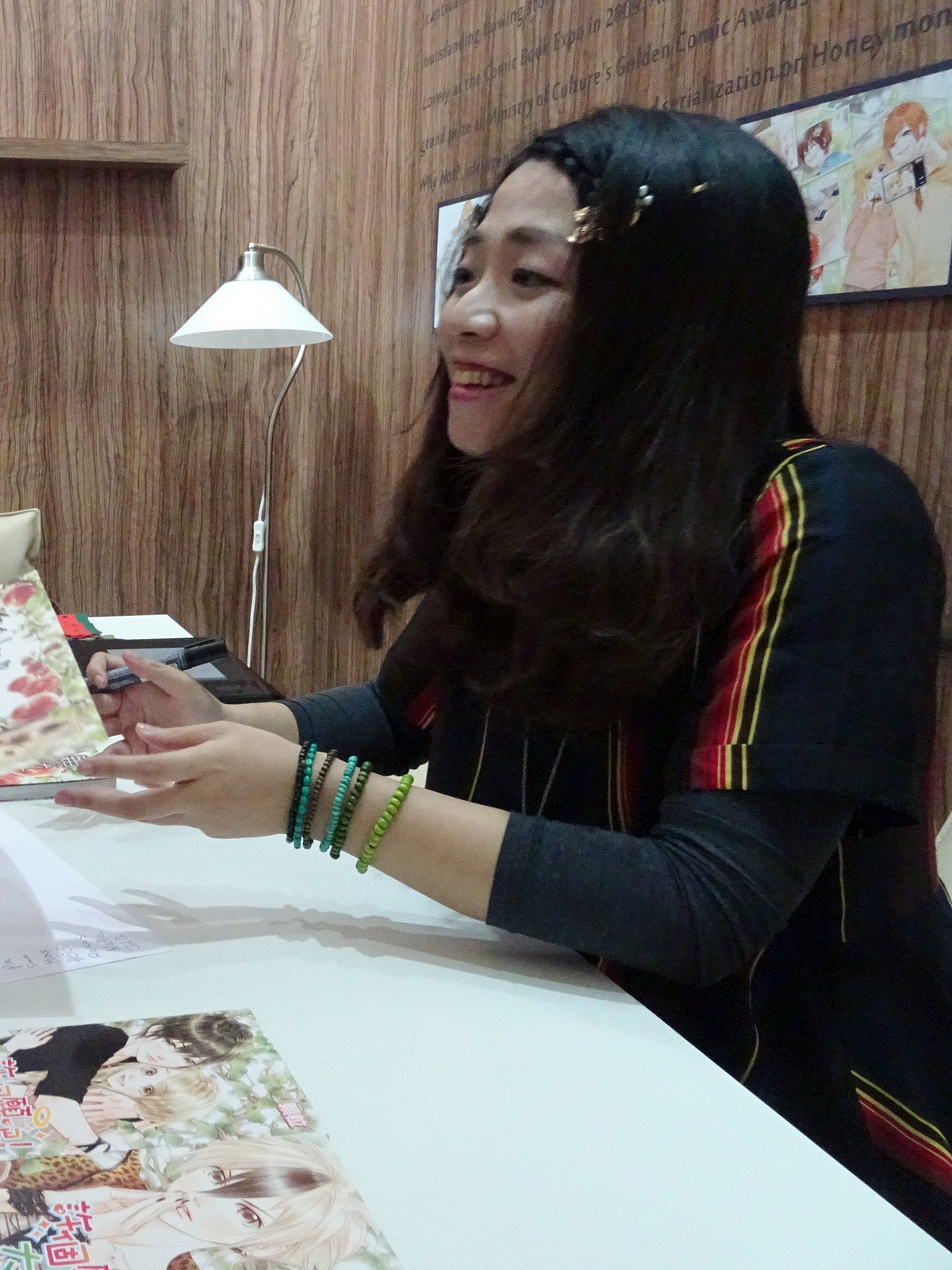
Cory (Ke Ying-Mei) en la feria del libro de Fránkfurt de 2016.

Ke Ying-mei (guóyǔ: 柯瑩玫), nacida el 8 de julio de 1982, que firma como «Cory», es una mangaka taiwanesa.

## Biografía y obra artística
Ke Ying-mei «Cory» debutó en 2009 con el manga Lovely Everywhere. Con esta obra ganó el Best manga for Young Girls Award en 2010 en los premios de manga de Taiwán, y en 2011 el premio al mejor manga para mujeres jóvenes y el Best Internet Award' en los Taiwan's Golden Comic Awards.
Con su segunda obra, Make a wish! Da Xi (許個願吧！大喜), publicada en 2011, se alzó con uno de los tres galardones shorei o «al estímulo» (categoría de plata) de la 5ª edición (2011) del Premio Internacional de Manga, que otorga el Ministerio de Asuntos Exteriores de Japón a mangakas no japoneses.